# Sunk Costs
«Sunk Costs» es el tercer episodio de la tercera temporada de la serie de televisión estadounidense de AMC Better Call Saul, la serie derivada de Breaking Bad. El episodio, escrito por Gennifer Hutchison y dirigido por John Shiban, se emitió el 24 de abril de 2017 en AMC en Estados Unidos. Fuera de Estados Unidos, se estrenó en el servicio de streaming Netflix en varios países. El título del episodio es una referencia a los costos hundidos.

## Trama
Después de seguir la señal de su dispositivo de rastreo a un tramo vacío de la carretera, Mike lo encuentra en el medio de la carretera junto con un teléfono celular sonando. Responde, accede a la petición del llamante de que no se muestren armas, y se le dice que espere a que dos coches se acerquen desde direcciones opuestas. Los coches llegan pronto, Gus sale de uno, y sus hombres hacen guardia para que Gus y Mike puedan discutir la situación de Héctor. Están de acuerdo en que Gus ya no rastreará a Mike, y él ya no intentará matar a Héctor. Gus está dispuesto a que Mike siga interrumpiendo el negocio de drogas de Héctor, y Mike sugiere una forma de llamar la atención de la policía sobre Héctor sin matarlo.
Mike adquiere cocaína de Barry Goodman, la guarda en el dedo del pie de un tenis deportivo, lo ata a su par y la tira por una línea eléctrica que atraviesa parte de la carretera en México que sabe que utilizan los camiones de reparto de drogas de Héctor. Cuando llega el siguiente camión, los conductores se detienen para esconder sus armas antes de ser registrados en el cruce de la frontera. Mike, usando un rifle de francotirador, dispara unas cuantas rondas al aire para darles la falsa impresión de que hay un cazador o un tirador de objetivos en las cercanías. Los conductores terminan de esconder sus armas, vuelven al camión y se alejan. Mike dispara al tenis que contiene la cocaína, lo que hace que la esta se derrame en la parte trasera del camión. En el cruce fronterizo, los perros rastreadores de drogas descubren la cocaína, y los conductores son puestos bajo custodia.
Jimmy es arrestado por irrumpir en la casa de Chuck. Tras unas palabras duras pero vacilantes con Chuck, Jimmy va en contra del consejo de Kim y se representa a sí mismo, se declara inocente y paga la fianza. Jimmy más tarde le explica a Kim los detalles del irrumpimiento y le dice que debería trabajar en los asuntos de Mesa Verde mientras él se ocupa de su propia batalla legal, a lo que ella accede.
Kyra Hay, la fiscal del caso de Jimmy, se reúne con Chuck y le dice que no piensa dejar a Jimmy en libertad fácilmente. Chuck describe su deseo de ver una «mejor solución para todos». Jimmy habla con Kim fuera de la oficina Wexler-McGill y le informa de que puede evitar la cárcel si confiesa el irrumpimiento y presenta su confesión al Colegio de Abogados de Nuevo México, lo que probablemente supondrá la inhabilitación. Kim cambia de opinión sobre ayudar a Jimmy y lo convence de que la deje ayudarlo a luchar contra el plan de Chuck.

## Recepción

### Audiencias
Al emitirse, el episodio recibió 1,52 millones de espectadores en Estados Unidos, y una audiencia de 0,5 millones entre adultos de 18 a 49 años.

### Recepción crítica
El episodio recibió aclamación crítica. En Rotten Tomatoes, el episodio tiene una calificación de aprobación del 100% con un promedio de 8,09/10, basado en 13 reseñas. El consenso del sitio dice: «El episodio lleva a Better Call Saul a una encrucijada narrativa, prefigurando eventos familiares para los fanáticos de Breaking Bad mientras sirve un drama apasionante en su propio camino».
Terri Schwartz de IGN le dio al episodio una calificación de 8,0, escribiendo «Cuál trama se va a derrumbar a su alrededor primero: la de Jimmy o la de Mike?».